# 마르코 로제
마르코 로제 (Marco Rose, 1976년 9월 11일 ~ )는 독일의 은퇴한 축구 선수로, 현재 RB 라이프치히의 축구 감독이다.
분데스리가 2020-21 종료 후 보루시아 도르트문트으로 부임했다.